# Districte d'Athabasca

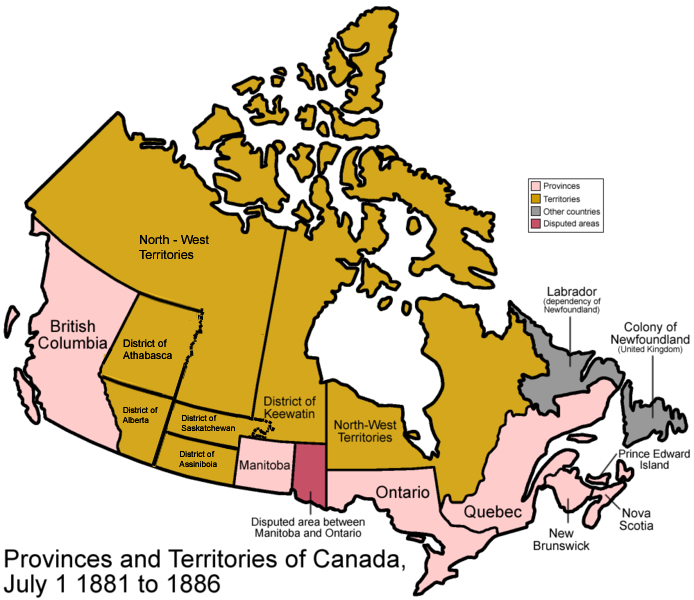
Districtes del Canadà el 1882

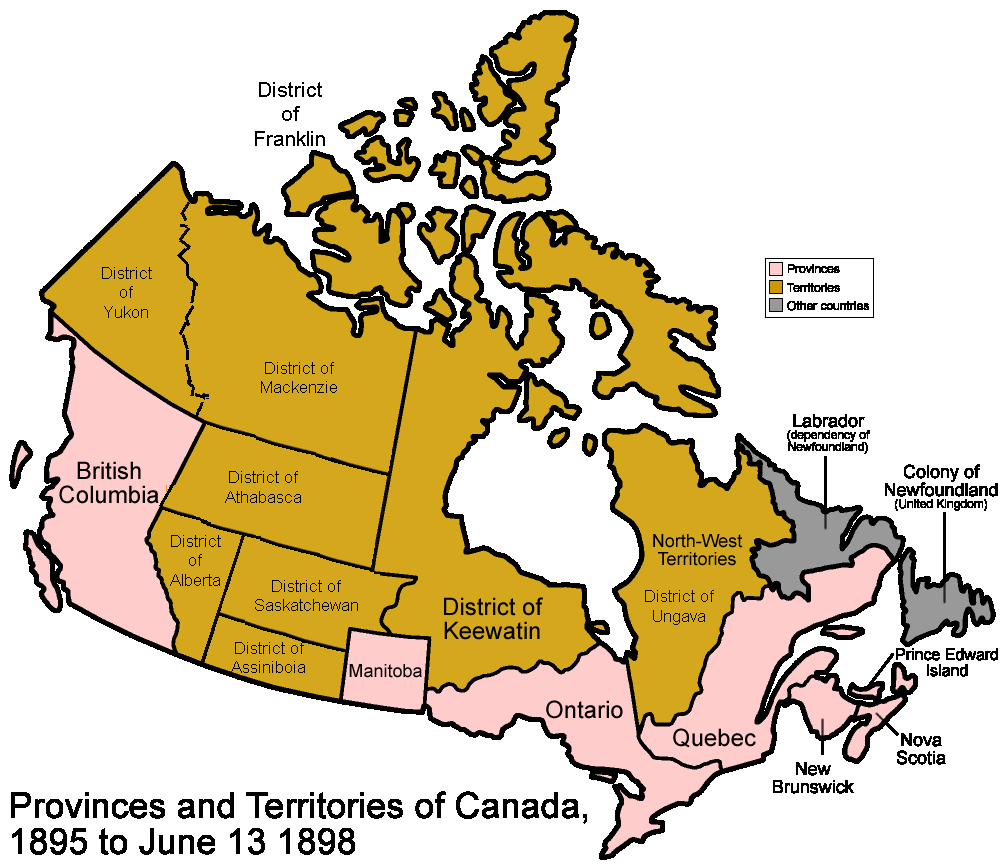
Districtes del Canadà el 1895

El Districte d'Athabasca va ser un dels quatre districtes dels Territoris del Nord-oest, Canadà, creats el 1882. Posteriorment fou ampliat i finalment abolit amb la creació de les províncies de Saskatchewan i Alberta el 1905. Actualment el sector més occidental forma part d'Alberta, la major part del sector oriental de Saskatchewan, i l'extrem més oriental de Manitoba.

## Fronteres
El seu límit septentrional era l'actual límit sud dels Territoris del Nord-oest, mentre que la part més occidental feia frontera amb la Colúmbia Britànica. El 1882 la major part del nord de l'actual província d'Alberta formava part del Districte d'Athabasca.
El 1895 el districte es va ampliar cap a l'est per a incloure la part nord d'actual província de Saskatchewan i part de l'est de l'actual Manitoba i la frontera sud es va moure cap al nord.

## Referències

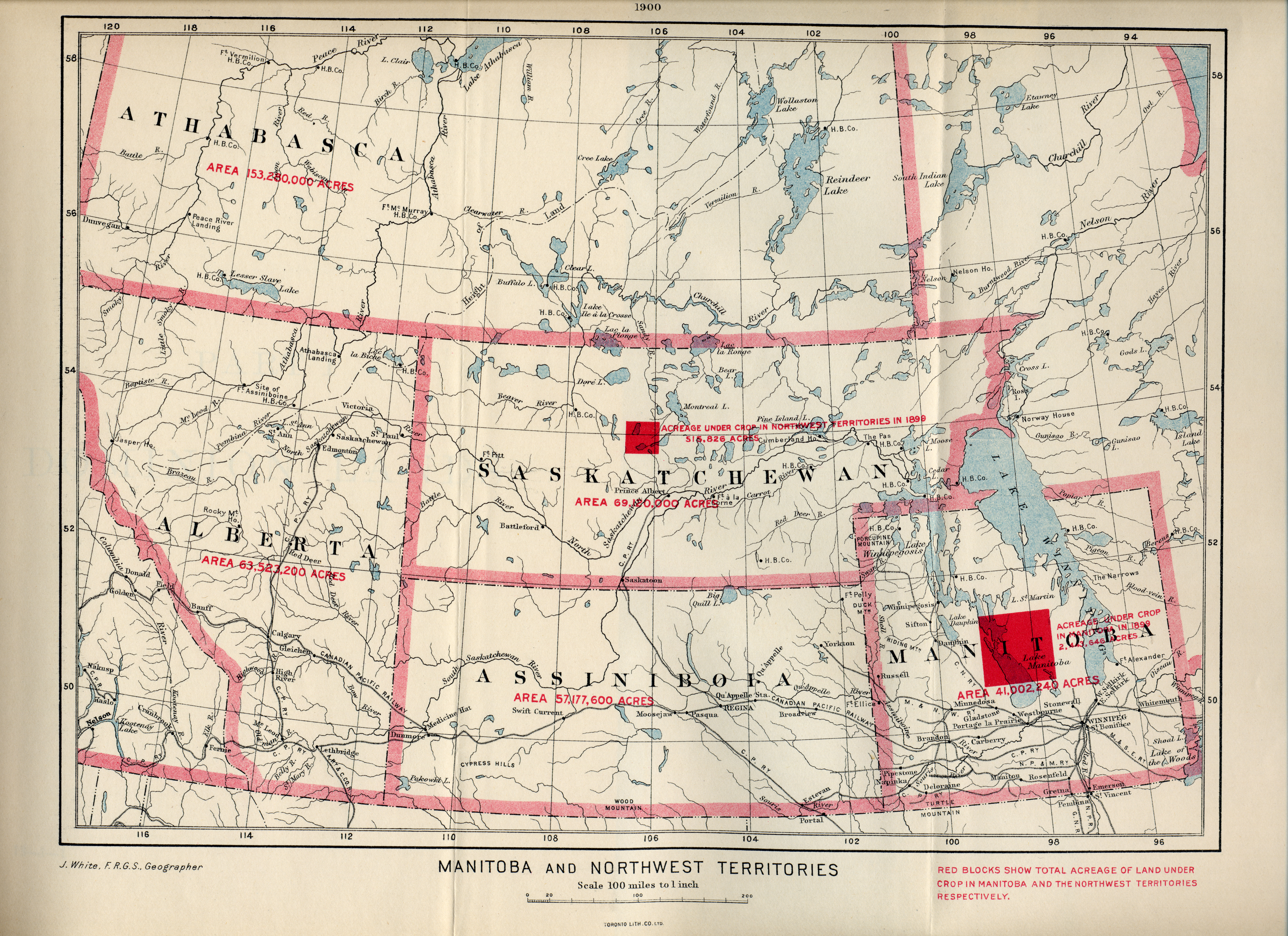
Mapa del 1900 que mostra els límits del Districte d'Athabasca.